# Marija Radosavljević
Marija Radosavljević (* 19. Juli 1927 in Valjevo) ist eine ehemalige jugoslawische Kugelstoßerin und Speerwerferin.
Bei den Olympischen Spielen 1948 in London wurde sie Siebte im Kugelstoßen.
1950 wurde sie bei den Europameisterschaften in Brüssel Sechste im Kugelstoßen und Siebte im Speerwurf.
Im Kugelstoßen kam sie bei den Olympischen Spielen 1952 in Helsinki auf den siebten und bei den Europameisterschaften 1954 in Bern auf den sechsten Platz.

## Persönliche Bestleistungen
- Kugelstoßen: 13,85 m, 3. August 1952, Simrishamn
- Speerwurf: 42,43 m, 13. August 1950, Maribor